# Cima di Leten
La Cima di Leten (2.095 m s.l.m.) è una montagna delle Prealpi Bergamasche posta in Val Seriana, in provincia di Bergamo.

## Caratteristiche

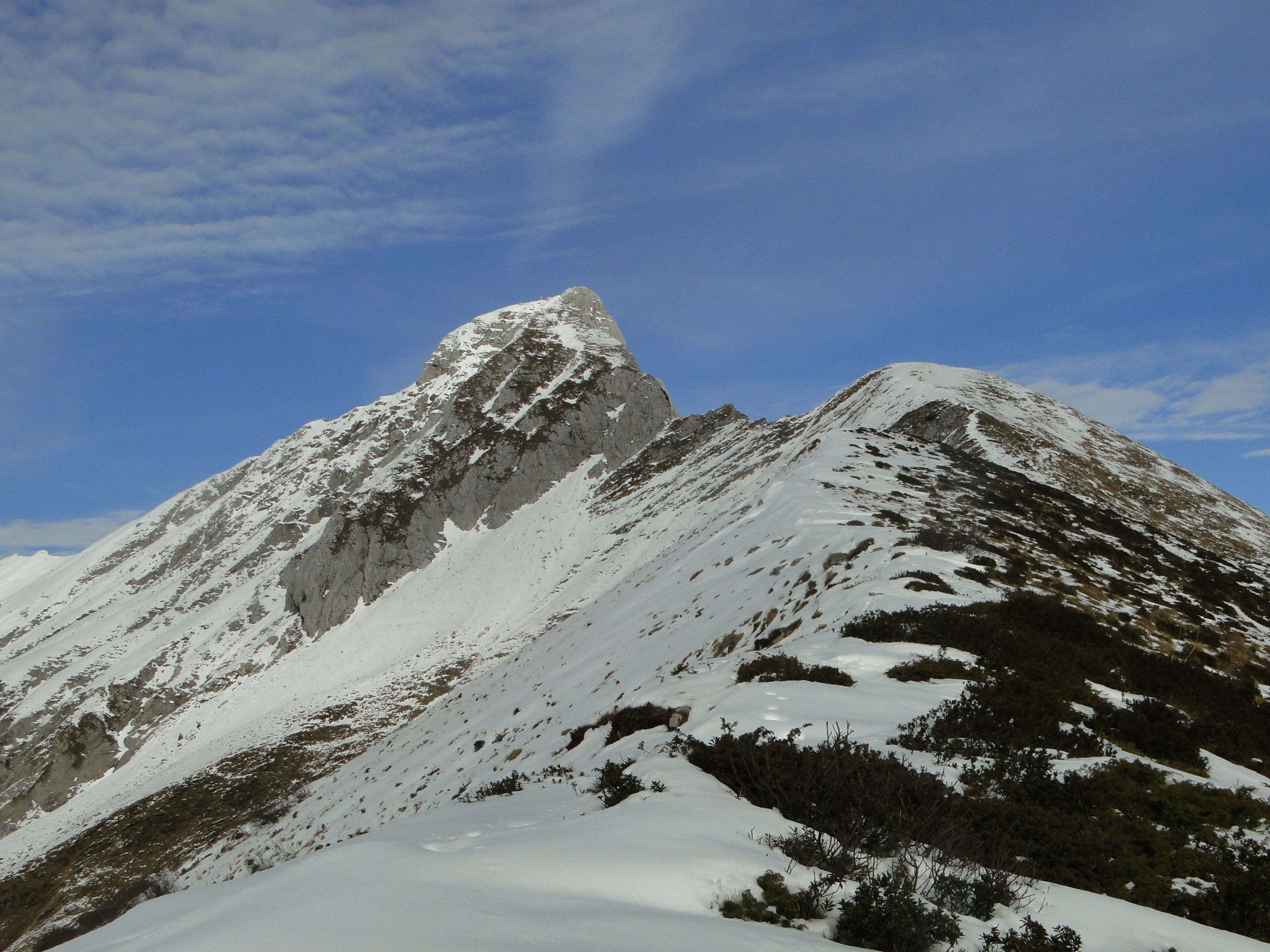
La cima di Leten (a destra) e la cima di Valmora (a sinistra)

Si trova lungo la cresta di monti che dal Pizzo Arera, passando per la Cima di Valmora, la Cima di Leten, la Cima del Fop ed il Monte Secco, raggiunge la Cima Vaccaro. Tale cresta separa la valle Dossana dalla Valcanale.

## Accessi
Per arrivare alla cima ci sono due alternative, la prima è imboccare il sentiero in località Bratte in comune di Premolo, passando per le baite di Cà loa, Baita Piazza Manzone, Baita di Sopra ed infine Rifugio Santa Maria in Leten, da qui proseguendo il sentiero si raggiunge il Passo del Re e percorrendo il crinale verso sinistra si raggiunge la vetta.
La seconda alternativa è quella di partire dall'abitato di Valcanale e raggiungere il Passo del Re.